# Puerto Carreño
Pour les articles homonymes, voir Carreño (homonymie).
Puerto Carreño est une municipalité et ville frontière colombienne, chef-lieu du département de Vichada. La municipalité compte 10 034 habitants et son aire métropolitaine est de 12 409 km2.

## Situation
La ville de Puerto Carreño est établie sur une sorte de presqu'île, bornée au sud-est par le fleuve Orénoque et au nord-est par la rivière Meta, le plus important affluent colombien de l'Orénoque. Ces deux Cours d'eau marquent ici la frontière entre la Colombie et le Venezuela. À environ cinq kilomètres au sud-ouest de la ville, le cours inférieur de la rivière Bita borne le troisième côté de la presqu'île, avant de confluer avec l'Orénoque. Au nord-est et en face de Puerto Carreño, sur l'autre rive de la rivière Meta, se trouve la petite ville vénézuélienne de Puerto Páez, dans l’État d'Apure.

## Histoire
Les premiers habitants des Llanos sont les Achaguas. Ils entretiennent des relations commerciales avec les indiens caribes, échangeant des produits agricoles contre des armes. D'abord nommée El Picacho, le pic, ce qui n'est d'abord qu'une bourgade doit son développement à son port fluvial sur l’Orénoque. Puis, ce qui est devenu une petite ville reçoit du général Buenaventura Bustos le nom de Puerto Carreño, en 1922 et en l’honneur d'un ministre de l'époque, Pedro María Carreño (es) (1874-1946). Puerto Carreño devient municipalité et chef lieu du Comisaría del Vichada (es) en 1974.

## Transport
Outre par le transport fluvial, toujours actif, la ville est desservie par voie routière ou aérienne.

### Transport routier
Puerto Carreño est situé, en situation de cul-de-sac le long de l'Orénoque (sur lequel il n'existe pas de pont routier à cet endroit), à l'extrémité orientale de la route nationale 40 (es). Ce long axe transversal relie la ville — à travers la Colombie et par Bogota et la cordillère des Andes — à l'extrémité occidentale : Buenaventura, le principal port du pays, sur la côte de l’océan Pacifique. C'est d'ailleurs l’unique route correctement viabilisée reliant Puerto Carreño et le département de Vichada au restant de la Colombie.

### Transport aérien
L’aéroport Germán-Olano, implanté en pleine zone urbanisée, jouxte l'ouest du centre-ville de Puerto Carreño. Des vols intérieurs réguliers, pour les passagers, le relient à Bogota et Villavicencio, et pour le fret, à Bogota.